# Graitschen
Graitschen es un municipio de Alemania situado en el distrito de Saale-Holzland, en el estado de Turingia. Tiene una extensión de 4,6 kilómetros cuadrados, se encuentra a una altitud de 181 metros sobre el nivel del mar y su población en 2006 era de 422 habitantes.
El municipio se encuentra cerca de la montaña Alter Gleiberg, de 343 m de altitud y un importante asentamiento arqueológico. 
Graitschen también es importante por el laberinto megalítico conocido como Trojaburg o Schwedemhieb, situado en el extremo del pueblo, en el lado sur de la carretera a Grabsdorf, en un montículo. Está constituido por hierba y grava y tiene un diámetro de nueve metros. El centro tiene un diámetro de 30 cm y el sendero que lleva al centro tiene una anchura de 25 cm. Está considerado un lugar sagrado de la antigüedad ya que era un centro de adoración o culto al sol de la edad de bronce nórdica.